# Elsässische autonome Bewegung

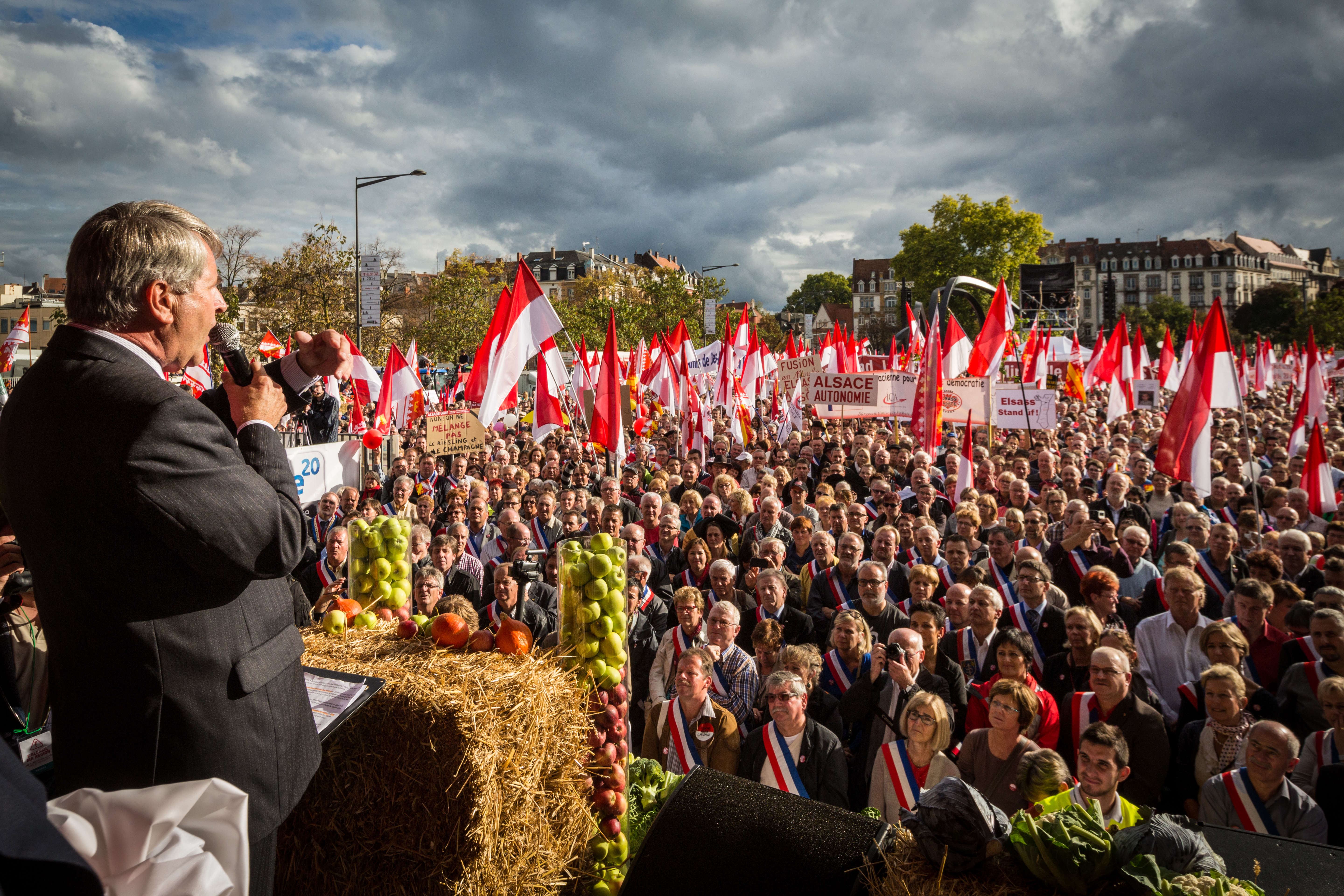
Protest der Elsässer in Straßburg gegen die Region Grand Est (2014). Demonstranten gingen mit elsässischen Fahnen auf die Straße.

Die Elsässische autonome Bewegung  (elsässisch: D'Elsässischa Salbschtstandikaitbewegùng) ist eine soziale, kulturelle und politische Initiative, die darauf abzielt, eine erweiterte Unabhängigkeit und Autonomie für das Elsass innerhalb der französischen Republik zu erreichen. Ihre Anhänger betrachten die Region als kulturelle Minderheit mit einer eigenen Identität. Die Bewegung gilt nicht als separatistisch, da die Mehrheit ihrer Unterstützer die Anerkennung der elsässischen Kultur und Sprache als integralen Bestandteil Frankreichs einfordert.

## Geschichte
Das Elsass stellte zwischen dem 19. und 20. Jahrhundert eine umstrittene Region an der Grenze zwischen dem heutigen Deutschland und Frankreich dar. Nach der Schlacht von Sedan im Jahr 1870 wurde das Elsass vom Zweiten Französischen Kaiserreich abgetrennt und in das Reichsland Elsass-Lothringen eingegliedert, das von 1871 bis 1919 als Teil des Deutschen Kaiserreiches existierte. 1911 trat eine überarbeitete Landesverfassung in Kraft, die dem Elsass erhöhte Autonomie und erweiterte Zuständigkeiten verlieh. Zudem wurde die Einführung einer eigenständigen Fahne beschlossen, die im elsässischen Dialekt als Rot-un-Wiss (Rot-und-Weiß) bezeichnet wird. Ebenso wurde das Elsässische Fahnenlied als offizielle Hymne des Landes veröffentlicht. Die Gültigkeit der Magna Carta währte nicht lange, bis im Jahr 1913 die Zabern-Affäre eintrat, ein Konflikt zwischen zivilen Bürgern und militärischen Institutionen, der in der Folge eine Reihe von Protestaktionen im Elsass und in Lothringen hervorrief. Mit der Unterzeichnung des Versailler Vertrags nach dem Ersten Weltkrieg fiel das Elsass erneut an Frankreich.

## Elsässische Kultur
In Bezug auf unterschiedliche kulturelle Aspekte, das Elsässische, die historisch von den Bewohnern des Elsass gesprochene Landessprache, ist linguistisch als ein Dialekt des Niederalemannischen einzuordnen. Das Elsass gehört neben einigen Regionen Deutschlands und der Schweiz zum alemannischen Sprachgebiet. Personen, die sich für den Erhalt und die Förderung des elsässischen Dialekts engagieren, verweisen auf die gemeinsam praktizierte Zweisprachigkeit, die durch die im Jahr 1992 in Straßburg ratifizierte Europäische Charta der Regional- oder Minderheitensprachen geschützt ist.
Im religiösen Bereich ist der Anteil der Protestanten, überwiegend Lutheraner und Reformierte, mit 18–20 % an der elsässischen Bevölkerung doppelt so hoch wie der nationale Anteil der Protestanten in Frankreich. Andere Elemente der elsässischen Kultur sind tief in der lokalen Gesellschaft verankert, insbesondere die regionale Küche und die traditionelle Architektur, die das alemannische Fachwerk zur Geltung bringt.

## Politisches Engagement

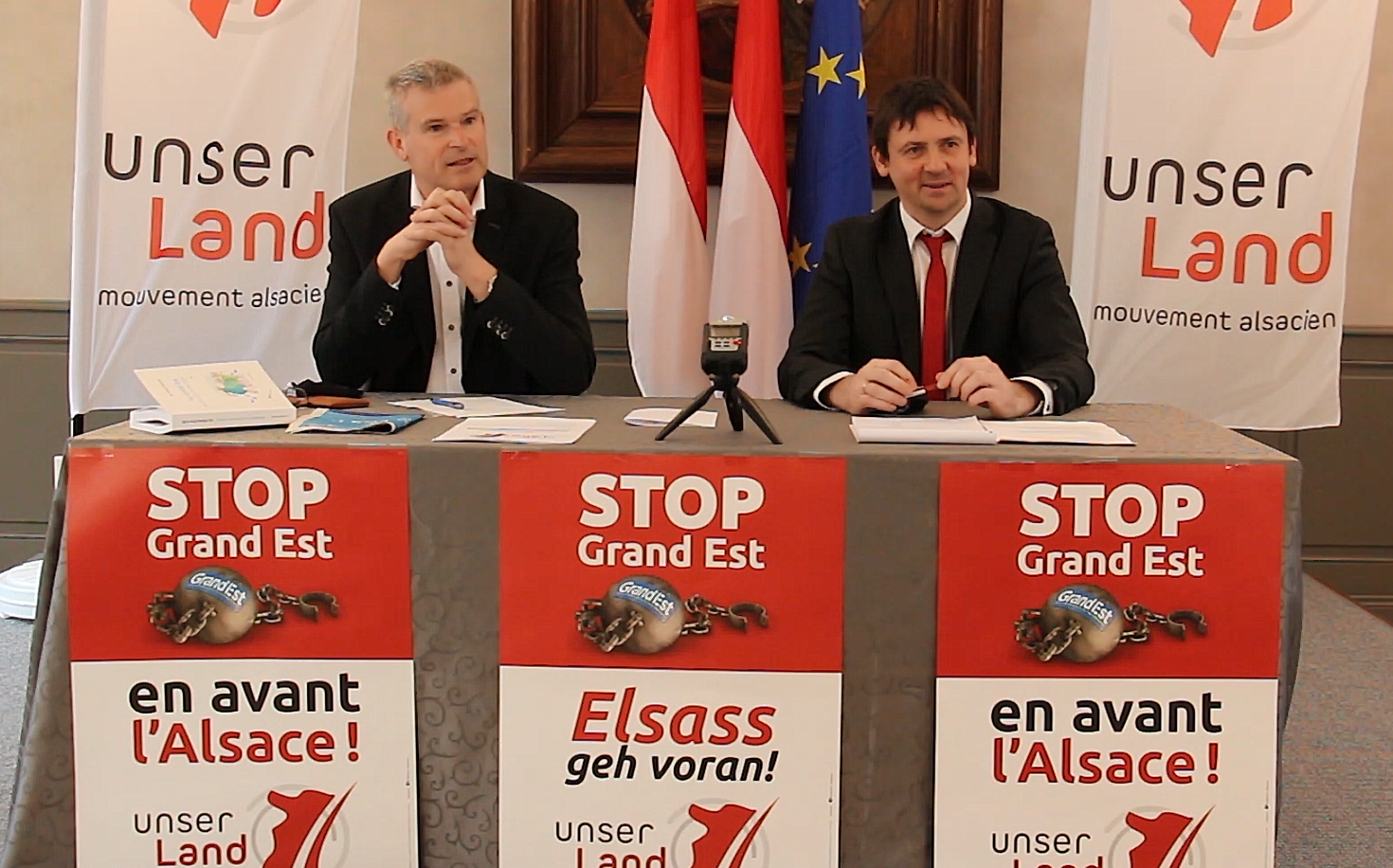
Vertreter der Partei Unser Land bei einer Pressekonferenz (2019)

1928 initiierten die französischen Behörden ein gerichtliches Verfahren gegen führende Persönlichkeiten der elsässischen Gesellschaft im Rahmen des sogenannten Colmarer Komplott-Prozesses. Diese Personen strebten eine erweiterte regionale Autonomie an und wurden beschuldigt, die Absicht zu hegen, sich von der Französischen Republik abzuspalten, um die Weimarer Republik zu annektieren.
Im 21. Jahrhundert erlebte die autonome Bewegung im Jahr 2016 eine bedeutende Stärkung durch die Gründung der Region Grand Est, die das Elsass mit Champagne-Ardenne und Lothringen zu einer einheitlichen Region zusammenführte. Seitdem gab es erhebliche Proteste gegen eine Maßnahme der französischen Zentralregierung, die von lokalen Demonstranten als zentralistisch wahrgenommen wurde und dazu führte, dass die am weitesten von Paris entfernten Regionen ihre Autonomie einbüßten.
Es gibt einige Parteien, die die Autonomie des Elsass anstreben, darunter die Parteien Unser Land und Alsace d’abord.
Am 1. Januar 2021 wurde die Europäische Gebietskörperschaft Elsass gegründet, eine einzigartige Territorialgemeinschaft mit besonderen Befugnissen, die auf die Region Grand Est beschränkt sind.
2024 verfassten die Bürgermeisterinnen von Mülhausen und Straßburg gemeinsam mit fünf Vertretern anderer elsässischer Gemeinden ein Schreiben an Präsident Emmanuel Macron, in dem sie eine verstärkte Autonomie für die Region anregten. Diese Initiative führte dazu, dass sie von französischen Politikern, die sich für die Interessen der Region Grand Est einsetzen, als „Verräter“ bezeichnet wurden.